# ディファレント・トレインズ
『ディファレント・トレインズ』（Different Trains ）は、アメリカ生まれのユダヤ人作曲家、スティーヴ・ライヒが1988年に作曲した、弦楽四重奏とライブ・エレクトロニクスのための楽曲である。
作品はライヒの幼少時代と、同時期のヨーロッパで起こっていたホロコーストを、「汽車」というキーワードによって結びつけ、ミニマル・ミュージックの技法によって作曲したドキュメンタリー性の強い楽曲である。1989年のグラミー賞最優秀現代音楽作品賞を受賞した。

## 作曲の経緯
ライヒの両親は彼が1歳の時に離婚した。第二次世界大戦の頃、1939年から1942年にかけて、父親とともにニューヨークで暮らしていた幼少のライヒは、ロサンゼルスに移り住んだ母親に会うためにたびたび家庭教師の同行を得て汽車で旅行をしていた。後にライヒは、「もし、ユダヤ人である自分があの時代にヨーロッパにいたらどうなっていただろうか？おそらく、強制収容所行きの、全く違う汽車（Different Trains）に乗ることになっていたのではないか？」と考え、このことが作品を書くきっかけとなった。

## 演奏形態
あらかじめ録音された、弦楽四重奏の演奏、話し言葉の断片、電気的に加工された汽車の音、サイレンの音のテープを流しながら、弦楽四重奏が生演奏を行う。

## 録音された音声
ライヒは初期の『イッツ・ゴナ・レイン』（1965年）、『カム・アウト』（1966年）で録音された人間の声を音楽の素材として使ったが、『ディファレント・トレインズ』はこれらの作品をルーツとしている。作曲するにあたり、ライヒは録音された声の中から、音高が聞き取れる部分を抜き出し、これに弦楽器の音程を当てはめ、楽譜に記した。『ドラミング』（1971年）以降、声に楽器の音を模倣させる手法が使用されていたが、ここではその逆が行われている。
以下の5人の声が使用されている。
- ライヒの家庭教師だった女性ヴァージニア（Virginia）。録音当時70歳。ライヒが幼少の頃の汽車の旅に同行した頃の思い出を語る。
- かつて客車のポーターを務めていたローレンス・デイヴィス（Rawlence Davis）。録音当時80歳。ニューヨークとロサンゼルスを結ぶ列車で働いていた頃の彼自身の思い出を語る。
- ホロコーストを生き延び、アメリカに移住した人々の証言を記録したテープから、Rachella 、Paul 、Rachel の3人が当時の体験を語ったもの。エール大学の図書館などから入手した。

録音テープには、声と弦楽四重奏の演奏以外に、以下のものが使用されている。
- 1930～40年代のアメリカとヨーロッパの汽車の音を録音したもの。
- サイレンとベルはエレクトラ・サウンド・エフェクツのものを許可を得て使用。

録音の加工には、カシオのサンプラー（FZ-1とFZ-10M）が使用された。

## 構成
3部構成となっている。演奏時間は約27分、
1.　アメリカ－第二次世界大戦前(America-Before the War) 8:58
ヴァージニアとデイヴィスのインタビューを中心に構成される。
2.　ヨーロッパ－第二次世界大戦中(Europe-During the War) 7:30
ホロコーストを生き延びた3名のユダヤ人の証言を中心に構成される。
3.　第二次世界大戦後(After the War) 10:30
Rachel 以外の4人の声によって構成される。戦争をテーマにしているが、政治的なメッセージを訴えることもなく、最後は詩的な光景の描写で曲は終わる。